# Sybra subdentaticeps
Sybra subdentaticeps là một loài bọ cánh cứng trong họ Cerambycidae.